# Унтербодниц
Унтербодниц (нем. Unterbodnitz) — община в Германии, в земле Тюрингия. 
Входит в состав района Заале-Хольцланд. Подчиняется управлению Хюгелланд/Телер.  Население составляет 193 человека (на 31 декабря 2010 года). Занимает площадь 5,55 км².